# Börsenordnung
Die Börsenordnung (BörsO) ist im Börsenwesen eine öffentlich-rechtliche Satzung, welche die Erfüllung der Aufgaben einer Börse sicherstellen und die Interessen der Marktteilnehmer schützen soll.

## Allgemeines
Börsen sind nach § 2 Abs. 1 BörsG teilrechtsfähige Anstalten des öffentlichen Rechts, deren Satzung als Börsenordnung bezeichnet wird. Börsenrechtlich ergibt sich das Erfordernis einer Börsenordnung aus § 16 Abs. 1 BörsG, die durch die Börsenaufsichtsbehörde zu genehmigen ist (§ 16 Abs. 3 BörsG). Jede Börse besitzt eine eigene Börsenordnung, so dass Abweichungen in Detailfragen möglich sind. Börsenordnungen dienen mittelbar auch dem Anleger- und Gläubigerschutz.
Die Börsenordnungen sind das Resultat der staatlichen Rechtsetzungshoheit, die das Börsengesetz den Landesregierungen für die inneren Angelegenheiten der von ihnen genehmigten Börsen verleiht. Börsenordnungen haben den Charakter von Rechtsverordnungen nur insoweit, als sie die Institution der Börse als Markt für fungible Handelsobjekte börsenverwaltungsrechtlich regeln.

## Rechtsfragen
Die Börsenordnung wird nach § 12 Abs. 2 Nr. 1 BörsG vom Börsenrat erlassen. Sie soll sicherstellen, dass die Börse die ihr obliegenden Aufgaben erfüllen kann und dabei den Interessen des Publikums und des Handels gerecht wird (§ 16 Abs. 1 BörsG). Konkret ist vorgeschrieben, dass die Börsenordnung Regelungen über den Geschäftszweig der Börse (Wertpapier-, Waren- oder Energiebörse), die Organisation der Börse, die Handelsarten (Kassa- oder Termingeschäfte), die Veröffentlichung der Preise und Kurse (Kursfeststellung) sowie der ihnen zugrunde liegenden Börsenumsätze und eine Entgeltordnung für die Tätigkeit der Skontroführer enthalten muss (§ 16 Abs. 1 BörsG).
Die Börsenordnung kann ferner bestimmen, dass die zur Teilnahme am Börsenhandel zugelassenen Unternehmen und die Skontroführer ausreichende Sicherheit zu leisten haben (Margin), um die Verpflichtungen aus Geschäften, die an der Börse sowie in einem an der Börse zugelassenen elektronischen Handelssystem abgeschlossen werden, jederzeit erfüllen zu können (§ 20 Abs. 1 BörsG). Die Kursfeststellung muss den Grundsätzen des § 24 BörsG entsprechen. Die Börsenordnung muss gemäß § 26c Abs. 1 BörsG auch Bestimmungen enthalten über die Zulassung von Wertpapierdienstleistungsunternehmen durch die Börsengeschäftsführung, die an der Börse eine Market-Making-Strategie im Sinne des § 80 Abs. 5 WpHG verfolgen.
Der Market-Maker hat gemäß § 80 Abs. 5  WpHG unter Berücksichtigung der Marktliquidität, des Umfangs und der Art des konkreten Marktes und der konkreten Merkmale des gehandelten Instruments das Market-Making während eines festgelegten Teils der Handelszeiten des Handelsplatzes kontinuierlich zu betreiben, abgesehen von außergewöhnlichen Umständen, so dass der Handelsplatz regelmäßig und verlässlich mit Liquidität versorgt wird, einen schriftlichen Vertrag mit dem Handelsplatz zu schließen, in dem zumindest die vorgenannten Verpflichtungen festgelegt werden, sofern er nicht den Vorschriften des § 26c BörsG unterliegt, und über wirksame Systeme und Kontrollen zu verfügen, durch die gewährleistet wird, dass er jederzeit diesen Verpflichtungen nachkommen kann.

## Inhalt
Börsenordnungen berücksichtigen die Vorgaben des BörsG und gelten als dessen konkretisierende Ausführungsverordnung. Die Börsenordnung für die Frankfurter Wertpapierbörse (BörsO FWB) vom 24. August 2020 legt in den §§ 4 bis 11 BörsO FWB die Börsenorgane (Börsenrat, Börsengeschäftsführung, Handelsüberwachungsstelle und Sanktionsausschuss) und deren Aufgaben fest und schreibt in § 12 BörsO FWB vor, dass zum Börsenbesuch, zur Teilnahme am Börsenhandel und für Börsenhändler eine Zulassung erforderlich ist, die bestimmter Voraussetzungen bedarf (§ 14 BörsO FWB). Hierzu gehört insbesondere, dass ein Wertpapierdienstleistungsunternehmen seine Börsengeschäfte über eine anerkannte Wertpapiersammelbank abwickelt und über eine Bankverbindung mit dem Zahlungssystem TARGET2 verfügt (§ 14 Abs. 2 BörsO FWB). Nach § 19 Abs. 2 BörsO FWB haben die Unternehmen ausreichende Sicherheitsleistungen zu erbringen (Margin), um die Verpflichtungen aus Börsengeschäften jederzeit erfüllen zu können. Erlaubt sind Bankgarantien, Geld und/oder Wertpapiere (§ 22 BörsO FWB). Es folgen umfangreiche Vorschriften über die Börsen-EDV (§§ 32 ff. BörsO FWB). Die Zulassung von Wertpapieren zum regulierten Markt (General Standard) ist vom Emittenten der Wertpapiere zusammen mit einem Kreditinstitut, Finanzdienstleistungsinstitut oder einem nach § 53 Abs. 1 Satz 1 KWG oder § 53b Abs. 1 Satz 1 KWG tätigen Unternehmen zu beantragen (§ 45 BörsO FWB). Die Börsengeschäftsführung darf nach § 59 BörsO FWB die Aussetzung des Handels aussprechen. Für den Handel von Wertpapieren stehen gemäß § 66 BörsO FWB die Handelsmodelle der Auktion, des Fortlaufenden Handels mit untertägigen Auktionen und der Fortlaufenden Auktion zur Verfügung. Verbindliche Quotes dürfen nur vom Designated Sponsor, Market-Maker und Spezialisten eingegeben werden (§ 73 Abs. 2 BörsO FWB). Alle Wertpapierorders, die in das Handelssystem eingegeben und von diesem akzeptiert worden sind, erhalten beim Eintreffen in der zentralen Stelle des Handelssystems, die das jeweilige Orderbuch führt, einen Zeitstempel und eine Ordernummer (§ 77 Abs. 2 BörsO FWB). Market-Maker bedürfen nach § 79 BörsO FWB einer Zulassung und haben nach § 80 Abs. 1 BörsO FWB mindestens in einem Wertpapier und während 50 % der Quotierungszeit im Monatsdurchschnitt fortlaufend verbindliche Market-Maker-Quotes einzustellen. Designated Sponsors haben sich § 81 Abs. 1 BörsO FWB zufolge zu dem Designated Sponsoring in einem Vertrag mit dem zuständigen Börsenträger bereit zu erklären. In dem Vertrag werden die Wertpapiere aufgezählt, für die ein Designated Sponsor das Designated Sponsoring übernehmen kann. Designated Sponsors haben in einem Wertpapier, für das sie das Designated Sponsoring übernommen haben und das im Fortlaufenden Handel mit untertägigen Auktionen gehandelt wird, fortlaufend einen verbindlichen Market-Maker-Quote zu stellen und zu diesem Geschäftsabschlüsse zu tätigen. Darüber hinaus sind Designated Sponsors verpflichtet, mit einem verbindlichen Market-Maker-Quote in Auktionen vertreten zu sein (§ 82 Abs. 1 BörsO FWB). Die Kursfeststellung ist detailliert in den §§ 82 ff. BörsO FWB geregelt. Die Börsenkurse werden durch das Handelssystem ermittelt. In der Auktion und im fortlaufenden Handel mit untertägigen Auktionen werden mittels der automatischen Handelsphasensteuerung die Orders nur dann zu Börsengeschäften zusammengeführt, wenn die Orders innerhalb des dynamischen Preiskorridors und des statischen Preiskorridors ausgeführt werden können. In der Auktion wird auf Grundlage der bis zu einem bestimmten Zeitpunkt vorliegenden Orders derjenige Preis ermittelt, zu dem das größte Ordervolumen bei minimalem Überhang (Angebots- oder Nachfrageüberhang) ausgeführt werden kann (Meistausführungsprinzip; § 90 Abs. 1 BörsO FWB). Stehen sich nur unlimitierte Orders gegenüber, erfolgt deren Ausführung zum letzten Referenzpreis (§ 95 BörsO FWB).
Der Freiverkehr ist nach § 120 BörsO FWB für alle Effekten zulässig, die weder zum regulierten Markt zugelassen noch zum Handel in den regulierten Markt einbezogen sind.

## Formelles Recht
Da es sich bei der Börsenordnung um eine öffentlich-rechtliche Satzung einer Anstalt (Börse) handelt, ist der Weg zu den Verwaltungsgerichten gemäß § 2 Abs. 11 BörsG eröffnet. Die Börsengeschäftsführung ist gemäß § 15 Abs. 7 BörsG „zuständige Behörde“, sofern Finanzinstrumente betroffen sind, die an einem regulierten Markt oder im Freiverkehr dieser Börse gehandelt werden. Ihre Entscheidungen stellen dann einen Verwaltungsakt dar.

## International
In der Schweiz ist gilt als Börsenordnung das Handelsreglement. Es regelt die Rechte und Pflichten zwischen der Schweizer Börse und den Teilnehmern und Händlern. Es beruht auf Art. 28 Abs. 1 FinfraG und beinhaltet Regeln zur Zulassung von Effektenhändlern als Teilnehmer der Börse, zur Organisation des Handels, zur Abrechnung und Abwicklung von Abschlüssen an der Börse, zur Überwachung und Durchsetzung des Handelsreglements sowie zu den Sanktionen, die die Börse gegen Teilnehmer und Händler aussprechen kann.
Die Wiener Börse besitzt Regelwerke für ihre Börsensegmente „Prime Market“ und „Standard Market“, die ergänzend zum Börsegesetz 2018 (BörsG) gelten. In § 23 BörsG wird verlangt, dass die Börse Allgemeine Geschäftsbedingungen erlässt, in denen Regeln über die Börsenmitgliedschaft, über die Börsenzeit und den Börsenort, Handelsregeln, Handelsbräuche sowie das Veröffentlichungsorgan, in dem alle für den Börsenhandel wichtigen Tatsachen zu verlautbaren sind. Sie regeln insbesondere das privatrechtlich organisierte Verhältnis zwischen der Börse einerseits und den Börsenmitgliedern, Börsenbesuchern und sonstigen dritten Personen andererseits. Die im „Prime Market“ gehandelten Aktien müssen einen Streubesitz von mindestens 25 % (oder eine Marktkapitalisierung von 30 Millionen Euro) aufweisen, Emittenten müssen mit einer Verpflichtungserklärung zur Einhaltung des Österreichischen Corporate Governance Kodex abgeben. Veröffentlichungspflichten betreffen den Jahresabschluss, Halbjahresabschluss, Ad-hoc-Publizität und sonstige Informationen.